# Герб Пустомитівського району
Герб Пусто́митівського райо́ну — офіційний символ Пустомитівського району Львівської області.
Був затверджений 23 березня 2004 року рішенням № 152 сесією Пустомитівської районної ради. 
Автор — А. Ґречило.

## Опис
На синьому полі золота голова лева анфас, під нею срібна підкова вухами вгору, на яку накладено золотий ключ, борідкою вниз. Щитотримачі: золотий лев з ключем та срібний грифон із золотим дзвоном. Щит обрамований декоративним картушем і увінчаний золотою територіальною короною. Під щитом йде синя стрічка з золотим написом «Пустомитівський район».

## Значення символіки
Голова лева вказує, що Пустомитівщина прилягає до Львова, підкова передає характер розташування земель району навколо обласного центру, а ключ підсилює це значення (він також є історичним символом Щирця). Дзвони уособлюють Звенигородське князівство. Щитотримач лев засвідчує приналежність району до Львівщини, а грифон підкреслює історичні традиції з княжих часів.